# Karl Gonser (Politiker)
Karl Gonser (* 1914 in Tailfingen; † 1991 in Nürtingen) war ein deutscher Kommunalpolitiker.
Gonser war von 1959 bis 1979 Oberbürgermeister der baden-württembergischen Stadt Nürtingen. Er war parteilos (Stand 1977).
1962 unterschrieb er die Urkunde, mit der die Städtepartnerschaft zwischen Nürtingen und der französischen Stadt Oullins begründet wurde.

## Ehrungen
- 1979: Ehrenbürger von Nürtingen
- 1980: Verdienstkreuz 1. Klasse der Bundesrepublik Deutschland
- Benennung der Karl-Gonser-Straße in Nürtingen